# Качусово (Алтайский край)
Качусово — посёлок в Шипуновском районе Алтайского края. Входит в состав Ельцовского сельсовета.

## История
Основан в 1726 г. В 1928 году село Качусово состояло из 201 хозяйства, основное население — русские. В административном отношении являлось центром Качусовского сельсовета Чарышского района Рубцовского округа Сибирского края..

## Население
| 1926 | 1997 | 1998 | 1999 | 2000 | 2001 |
| ---- | ---- | ---- | ---- | ---- | ---- |
| 1181 | ↘275 | ↘261 | ↗265 | ↘260 | ↘250 |
| 2002 | 2003 | 2004 | 2005 | 2006 | 2007 |
| ↘234 | ↘229 | ↗235 | ↘226 | ↘220 | ↘210 |
| 2008 | 2009 | 2010 | 2011 | 2012 | 2013 |
| ↘200 | ↘196 | ↘190 | ↗192 | ↘183 | ↘177 |

Национальный состав
Согласно результатам переписи 2002 года, в национальной структуре населения русские составляли 98 %.